# Suchitra Sen
Suchitra Sen (ur. 6 kwietnia 1931 w Pabna, zm. 17 stycznia 2014 w Kalkucie) – indyjska aktorka filmowa.

## Wybrana filmografia
- 1953: Kajari
- 1955: Devdas jako Parvati
- 1960: Sarhad
- 1971: Alo Amar Alo jako Atashi
- 1976: Datta jako Bijoya

## Nagrody i nominacje
Została dwukrotnie nominowana do nagrody Filmfare.